# Nina Boucicault
Nina Boucicault (Londres, 27 de febrero de 1867 –  2 de agosto de 1950) fue una actriz y sufragista británica. Fue miembro de la Liga de Franquicia de Actrices que lucharon por el derecho al voto de las mujeres.

## Resumen biográfico
Nacida en Londres, Inglaterra, sus padres eran el actor y dramaturgo Dion Boucicault y su esposa, la actriz Agnes Kelly Robertson. Tuvo tres hermanos, Dion William (1855-1876), el actor Dion Boucicault, Jr. y Aubrey Boucicault, además de dos hermanas, Eva y Patrice.
Nina Noucicault fue la primera actriz en interpretar el papel titular de la obra de James Matthew Barrie Peter Pan. Falleció en Londres, Inglaterra, en 1950.